# Richard Henry Walthew
Richard Henry Walthew (Islington, Middlesex, 4 de novembre de 1872 - East Preston, West Sussex, 14 de novembre de 1951) fou un compositor anglès.
Estudià a la Guildhall School i al Royal College of Music. Començà la seva carrera musical com a director d'una societat coral, i després fou professor del Queen's College i de la Guildhall School on tingué entre altres alumnes en Williams. Des de 1909 fou director de l'Orquestra Simfònica de Finsbury. Les seves obres principals són: Pied Piper, per a solos, cor i orquestra. Ode to a Nightingale (per a orquestra), concert per a violí i orquestra de cordes, quartet per a corda, sonata, per a violí i piano, The Enchanted Island, (opereta), The gardeners (opereta), i diverses composicions per a piano i nombroses melodies vocals.